# 발리안 부시바움

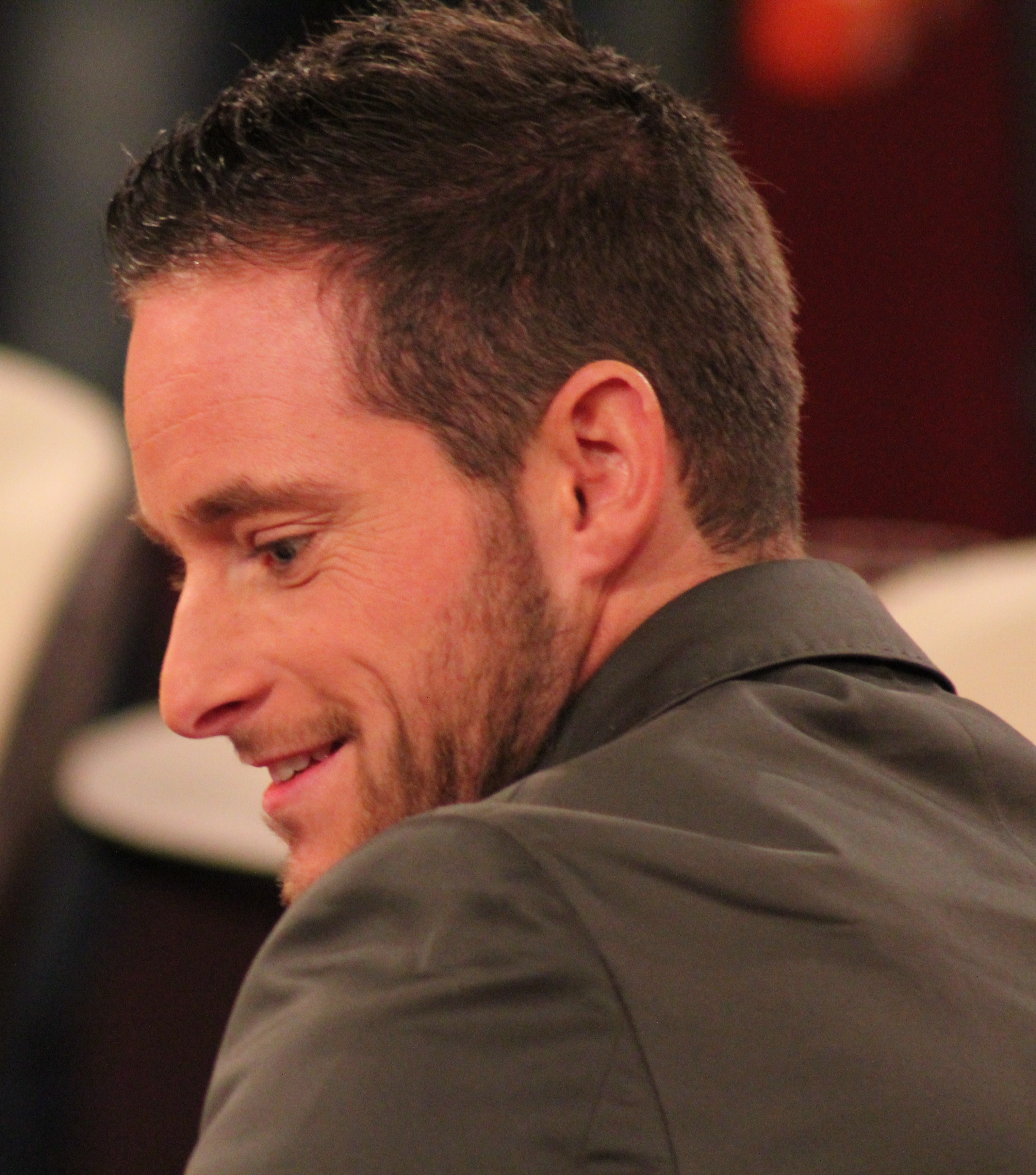
발리안 부시바움

발리안 부시바움(Balian Buschbaum, 1980년 7월 14일 ~ )은 독일의 장대높이뛰기 선수이다.
2007년 12월, 부시바움은 부상과 남자로의 성전환 수슬 등의 이유로 스포츠계를 은퇴한다고 발표하였다.